# Орден Австралии
Орден Австралии (англ. Order of Australia) — кавалерский орден, основанный королевой Австралии Елизаветой II 14 февраля 1975 года. До его введения граждане Австралии награждались британскими орденами.

## История
Орден Австралии учреждён королевой Великобритании Елизаветой II 14 февраля 1975 года «с целью соответствующего признания граждан Австралии и других лиц в их достижениях и похвальной службе». Среди награждённых — крупные деятели искусства и литературы (в том числе известная художница, фотограф и кинорежиссёр аборигенского происхождения Трейси Моффат и Мисс Мира 1972 года Белинда Линетт Грин).

## Степени иинсигнии
Орден делится на гражданский и военный. Существует 5 степеней ордена в следующем нисходящем порядке:
- Рыцарь или дама ордена (AK или AD; Knight and Dame of the Order of Australia) — инсигнии состоят из знака ордена, инкрустированного цитринами, на шейной ленте (для дам — на нагрудном банте) и нагрудной звезды, инкрустированной цитринами. Ежегодная квота — не вручается.

3 марта 1986 года степень рыцаря или дамы ордена (AK или AD) была отменена.
25 марта 2014 года премьер-министр Тони Эбботт объявил о решении восстановить эти степени, сообщив, что первой дамой этого ордена станет Квентин Брайс, а первым его рыцарем — новый генерал-губернатор Питер Косгроув.
22 декабря 2015 года степень рыцаря или дамы ордена была вновь отменена премьер-министром Малкольмом Тёрнбуллом.
- Компаньон ордена (AC; Companion of the Order of Australia) — инсигнии состоят из знака с вкраплениями цитринов на шейной ленте (для дам — на нагрудном банте). Ежегодная квота — 35 человек.
- Офицер ордена (AO; Officer of the Order of Australia) — инсигнии состоят из знака меньшего размера, чем предыдущая степень, на шейной ленте (для дам — на нагрудном банте). Ежегодная квота — 140 человек.
- Член ордена (AM; Member of the Order of Australia) — инсигнии состоят из знака меньшего размера, чем предыдущая степень, круг не покрыт эмалью, на нагрудной ленте (для дам — на нагрудном банте). Ежегодная квота — 605 человек.
- Медаль ордена Австралии (OAM; Medal of the Order of Australia) — инсигнии состоят из знака без эмалей на нагрудной ленте (для дам — на нагрудном банте). Ежегодная квота — отсутствует.

## Геральдика
Награждённые орденом имеют право добавить в свой личный герб за гербовой щит символ ордена — синий круг с золотой каймой и надписью:   A U S T R A L I A  .